# Lampromyia rebecca
Lampromyia rebecca är en tvåvingeart som beskrevs av Elisabeth K. Stuckenberg 1996. Lampromyia rebecca ingår i släktet Lampromyia och familjen Vermileonidae.
Artens utbredningsområde är Zimbabwe. Inga underarter finns listade i Catalogue of Life.